# Paleis van Hisham

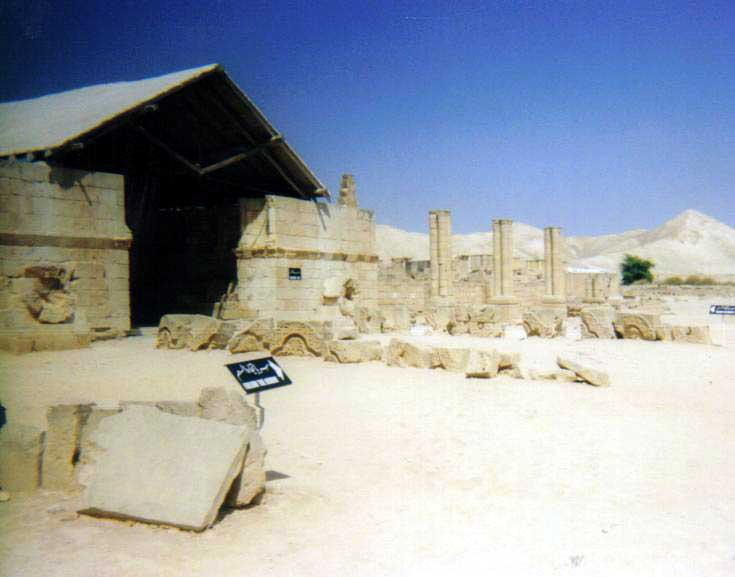
Paleis van Hisham

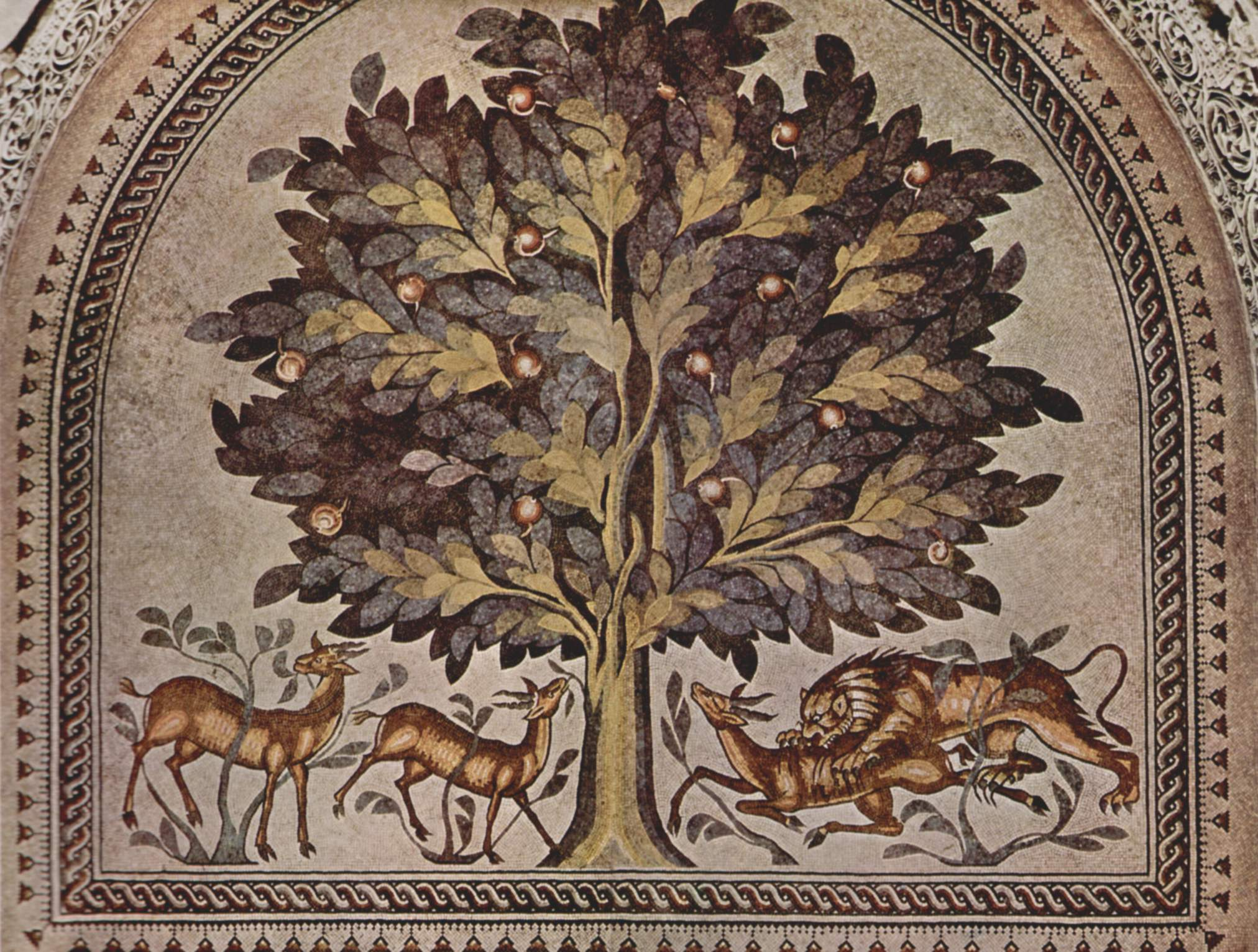
Het mozaïek "Boom des Levens" in de audiëntieruimte van het badhuis

Het Paleis van Hisham of ook wel Khirbat al-Mafjar was een winterpaleis van de Omajjaden. Het bevindt zich ongeveer vijf km ten noorden van Jericho.
Het paleis werd tussen 724 en 743 gebouwd door de toenmalige kroonprins Al-Walid ibn Yazid, een lid van de dynastie der Omajjaden. Het is vernoemd naar diens oom kalief Hisham ibn Abd al-Malik. De Omajjaden hebben meerdere kastelen gebouwd, die bekendstaan als de woestijnkastelen.
Het gebouw is nu een archeologische plek die te bezichtigen is. Met name de mozaïeken zijn bijzonder omdat er in de latere islam een overwegend aniconistische traditie heerste.